# Sergei Wassiljewitsch Wonsowski
Sergei Wassiljewitsch Wonsowski, russisch Сергей Васильевич Вонсовский, englische Transkription Sergey Vonsovsky, (* 20. Augustjul. / 2. September 1910greg. in Taschkent; † 11. August 1998 in Jekaterinburg) war ein russisch-sowjetischer theoretischer Festkörperphysiker. Er war Professor an der Staatlichen Universität des Uralgebiets in Swerdlowsk. Er befasste sich mit quantenmechanischer Vielteilchentheorie des Festkörpers und der Theorie des Magnetismus.

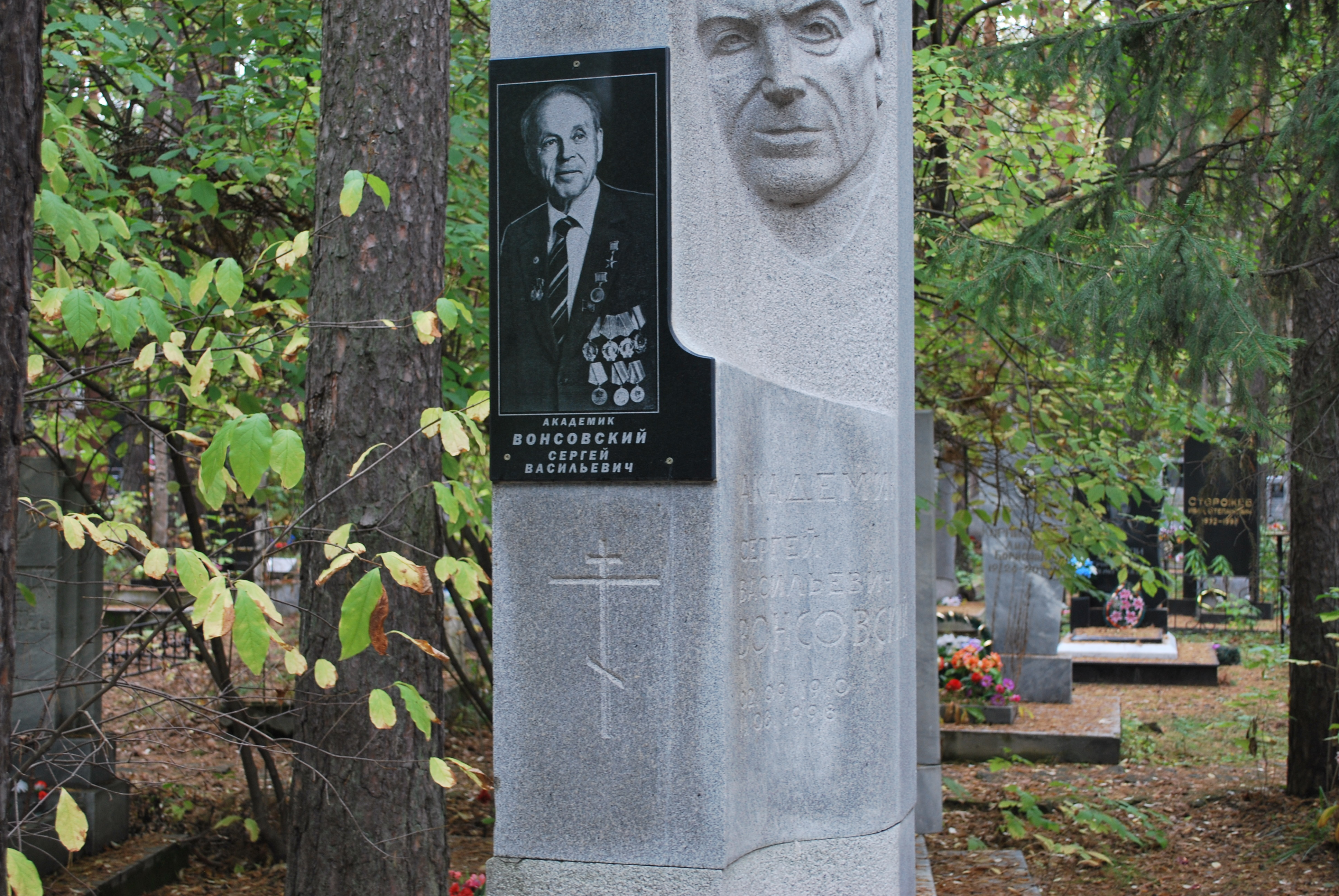
Grabstein in Jekaterinburg

## Leben
Wonsowski machte 1932 seinen Abschluss an der Staatlichen Universität Leningrad und ging im selben Jahr nach Swerdlowsk ans Physikalisch-Technische Institut, das spätere Institut für Metallphysik der Ural-Abteilung der Sowjetischen Akademie der Wissenschaften. Er war dort in den 1930er Jahren ein Kollege und Mitarbeiter von Semjon Petrowitsch Schubin, dessen Ausgewählte Werke er später herausgab. 1939 wurde er Leiter des Instituts für Metallphysik. 1943 habilitierte er sich (russischer Doktortitel) und war ab 1947 Professor an der Staatlichen Universität des Uralgebiets. 1971 bis 1985 war er Direktor der Ural-Abteilung der Sowjetischen Akademie der Wissenschaften.
Er befasste sich in seinen Forschungen mit der Theorie des Ferromagnetismus und Antiferromagnetismus, der Magnetostriktion, der Theorie der Übergangsmetalle und der Supraleitung in Übergangsmetallen und Legierungen und der Koexistenz von Ferromagnetismus und Supraleitung. Wonsowski hatte hierzu eine Vielzahl von hochrangigen internationalen Kontakten zu entsprechenden Forschungseinrichtungen in der ganzen Welt. Diese Forschungsgebiete bildeten auch die Grundlage für den wissenschaftlichen Austausch mit der DDR, hier mit dem Forschungsinstitut für Metallische Spezialwerkstoffe in Dresden (Günther Rassmann, Ulrich Hofmann), das der Deutschen Akademie der Wissenschaften zu Berlin (DAW) zugeordnet war und sich später zum Leibniz-Institut für Festkörper- und Werkstoffforschung (IFW) entwickelt hat.
Ein bekannter akademischer Schüler von Wonsowski ist Mikhail Katsnelson.
Ende der 1980er Jahre gehörte Wonsowski zu den wenigen hochgestellten Akademikern in der UdSSR, die sich öffentlich bei Andrei Sacharow für die schlechte Behandlung von offizieller Seite in den 1970er und 1980er Jahren entschuldigten.
Wonsowski erhielt dreimal den Lenin-Orden, zweimal den Orden des Roten Banners der Arbeit, war Held der Sozialistischen Arbeit, erhielt den Staatspreis der UdSSR, die S.-I.-Wawilow-Goldmedaille und den Demidow-Preis. Er war Mitglied der Russischen Akademie der Wissenschaften (bis November 1991 Akademie der Wissenschaften der UdSSR), der Leopoldina, der Akademie der Wissenschaften der DDR und der Polnischen Akademie der Wissenschaften. 1975 wurde er Ehrenbürger von Swerdlowsk.

## Schriften
- mit Schubin: On the electron theory of metals, Proc. Roy. Soc., A, Band 145, 1934, S. 159–180
- mit Schubin: Zur Elektronentheorie der Metalle, 1,2, Phys. Z. Sowj., Band 7, 1935, S. 292–328, Band 10, 1936, S. 348–377
- mit Y. Schur: Ferromagnetismus (russisch), 1948
- Moderne Lehre vom Magnetismus, Deutscher Verlag der Wissenschaften, Berlin 1956
- Magnetism, Wiley 1974 (russisches Original 1971)
- Magnetism of elementary particles, Moskau, MIR 1975[2]
- mit Katsnelson: Quantum Solid State Physics, Springer Verlag 1989 (russische Ausgabe, Nauka, 1983)
- Herausgeber: Ferromagnetic resonance; the phenomenon of resonant absorption of high frequency electromagnetic field in ferromagnetic substances, Pergamon Press 1966
- mit Yu. A. Izumov, E. Z. Kurmaev: Superconductivity of Transition Metals, their Alloys and Compounds, Springer 1982